# Tsjoedovklooster
Het Tsjoedovklooster of Klooster van de Wonderen (Russisch: Чудов монастырь) was een Russisch-orthodox klooster in het Kremlin van Moskou.

## Geschiedenis
Het klooster werd gesticht in 1358 door metropoliet Alexis van Moskou en werd gewijd aan het Wonder van de aartsengel Michaël van Kolosse. De bouw van het klooster en het Katholikon kwam gereed in het jaar 1365. In het jaar 1431 werd het Katholikon herbouwd en opnieuw in de jaren 1501-1503. Traditiegetrouw werden in deze kathedraal kinderen van koninklijken bloede gedoopt, waaronder de tsaren Fjodor I, Alexis I en Peter de Grote. De hegoemen van het klooster werd beschouwd als de eerste onder de hegoemens van alle Russische kloosters tot 1561. Met het Simonovklooster en het Drievuldigheidsklooster van de Heilige Sergius was het Tsjoedovklooster een van de grootste Russische centra van studie en boekencultuur. Bekende monniken wijdden er hun leven aan het vertalen en corrigeren van kerkelijke boeken.
In 1612 werd patriarch Hermogenes er gevangengehouden, gemarteld en vervolgens tot de hongerdood veroordeeld nadat hij zijn zegen had gegeven aan de aanvoerders van een nieuw vrijwilligersleger tegen de Poolse bezetting. Onder leiding van patriarch Filaret werd na de Tijd der Troebelen een Grieks-Latijnse school gesticht. In de jaren 1744-1833 huisvestte het klooster de Kerkelijke Consistorie van Moskou. Gedurende de loop van de tijd werden nieuwe kerken toegevoegd aan het complex.
Tijdens de Franse bezetting van Moskou betrok de Franse maarschalk Louis Nicolas Davout het klooster. Een schilderij van Vasili Veresjtsjagin geeft de ontwijding van de kathedraal weer als Davout het heiligdom gebruikt als zijn kantoor en woonruimte.
Na de moord op grootvorst Sergej Romanov in 1905 werden zijn resten in de Alexiskathedraal begraven.

## Sluiting
Na de machtsomwenteling van 1917 verhuisde de regering van Sint-Petersburg naar het Kremlin van Moskou. Reeds in 1918 gelastte de atheïstische overheid de sluiting van het klooster. Op 17 september 1928 nam het presidium van het Centraal Uitvoerend Comité een resolutie aan waarin de afbraak van een aantal kerkelijke gebouwen in het kremlin werd bepaald. Nog in hetzelfde jaar werd de Constantijn en Helenakerk (Russisch: Церковь Константина и Елены) afgebroken. Eén jaar later werd de Alexiskathedraal opgeblazen en nadien werden alle gebouwen van het klooster, evenals de gebouwen van het naburige Hemelvaartklooster, met de grond gelijk gemaakt. Slechts enkele fragmenten van fresco's uit de Aartsengel Michaëlkathedraal werden gered. Op de plek verrees een neoclassicistisch gebouw waarin een opleidingsschool voor officieren van het Rode Leger zou worden gehuisvest. Het gebouw diende echter als presidium van de Opperste Sovjet. De manuscripten vanaf de 11e eeuw werden overgedragen aan het Nationaal Historisch Museum. De relieken van de metropoliet Alexis werden overgebracht naar de Oespenski-kathedraal en later weer naar een andere kerk in Moskou. Wat er van het grote aantal andere relieken is geworden blijft onbekend. Bij opgravingen ontdekte men in 1985 de overblijfselen van grootvorst Sergej Romanov. De grootvorst werd in 1995 herbegraven in het aan het de Russisch-orthodoxe Kerk teruggegeven Novospasskyklooster. Er wordt in Rusland geijverd voor de wederopbouw van het klooster.

## Kerken

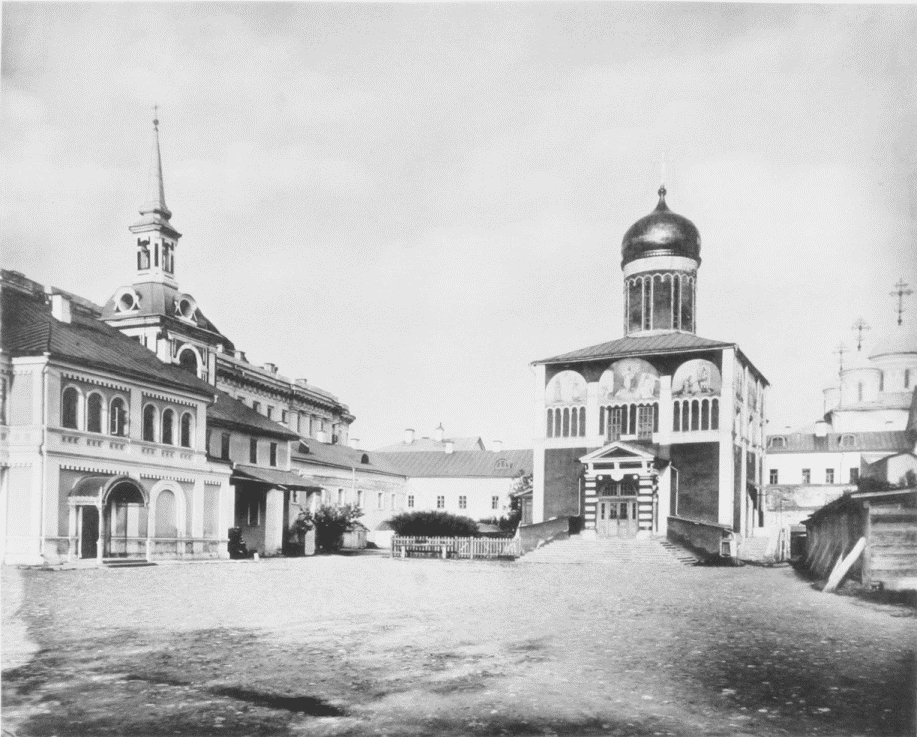
Kathedraal van de Heilige Alexis, metropoliet van Moskou (1680-1686, gesloopt in 1929-1931)
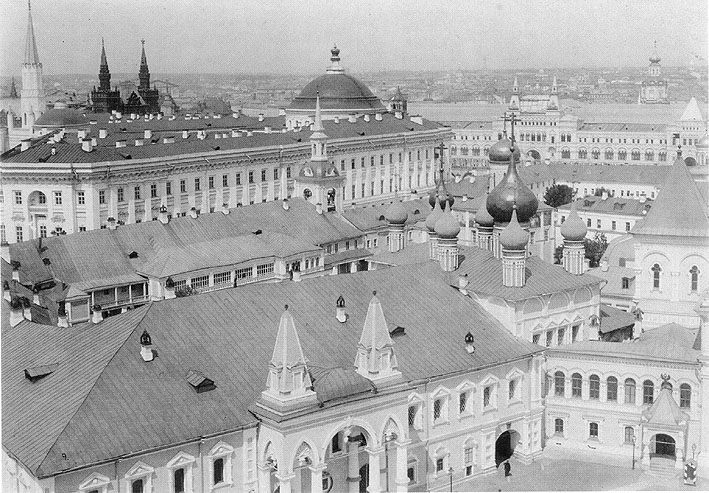
Alexiskathedraal
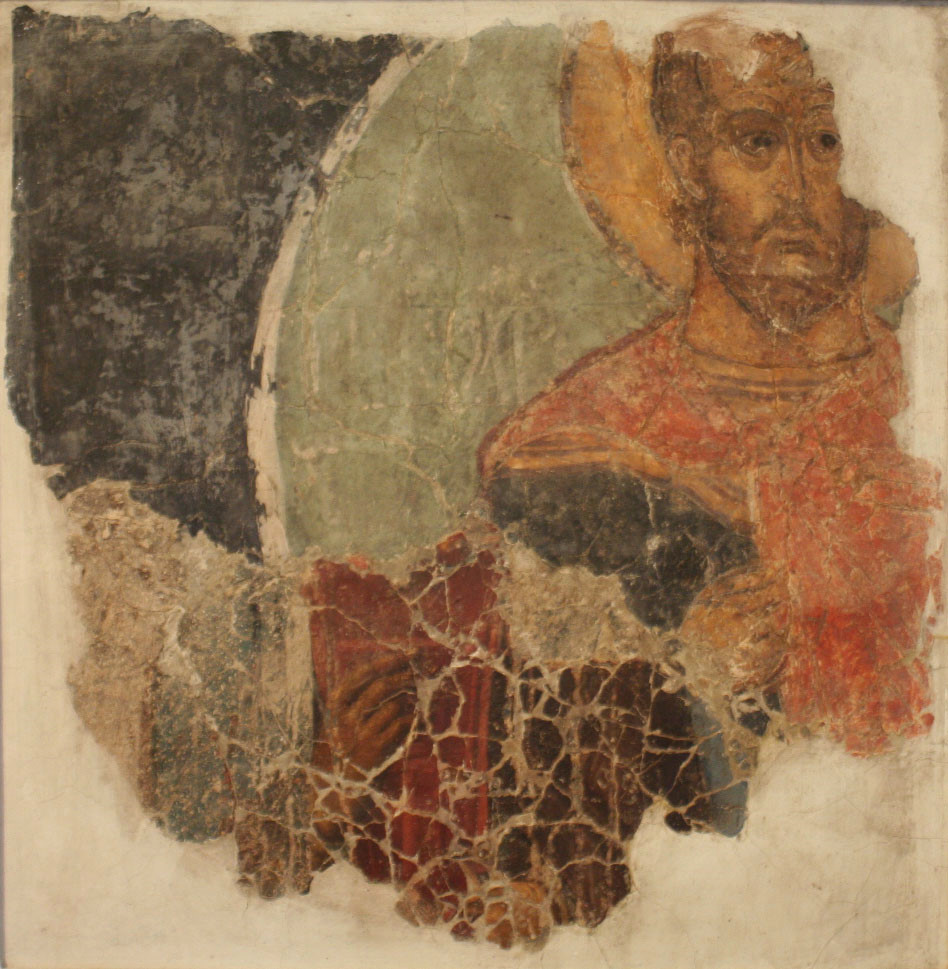
Kathedraal van de Aartsengel Michaël (gesloopt in 1929)
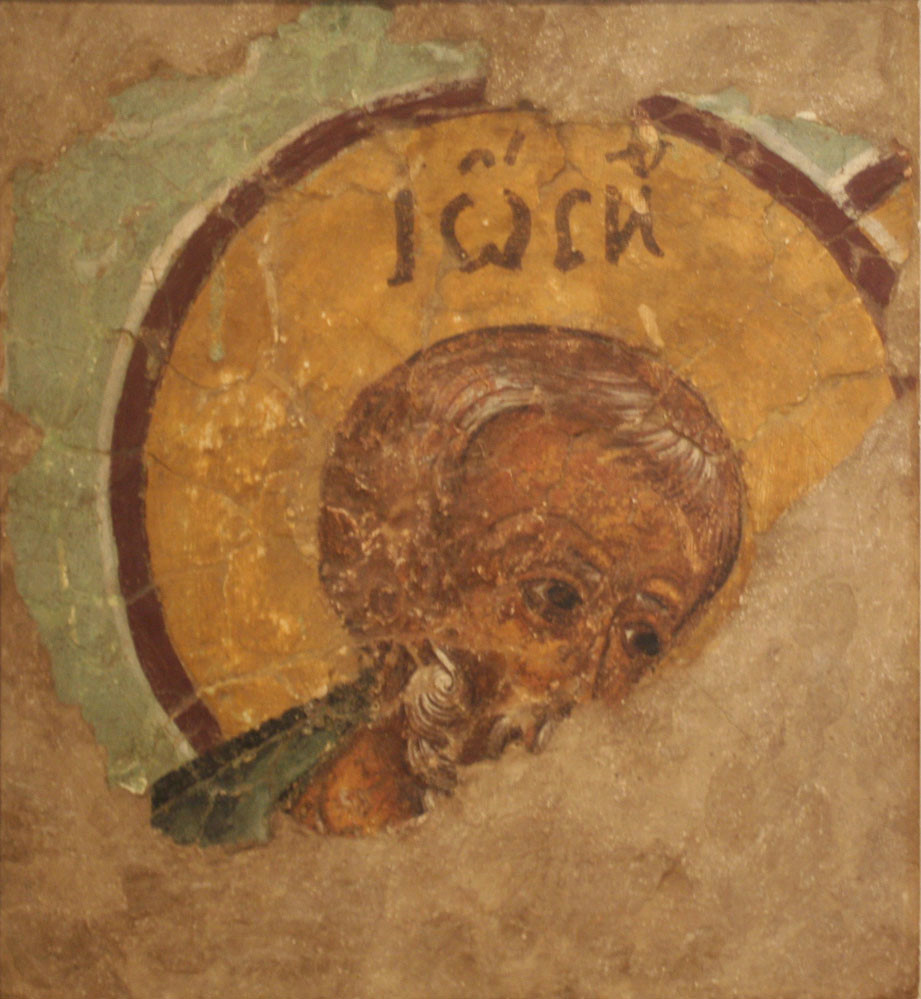
fragment fresco (16e-eeuws) uit de Kathedraal van de Aartsengel Michaël

- Kerk van de Heilige Andreas (1680-1686, gesloopt in 1929-1931)
- Kerk van de Heilige Jozef, bisschop van Belgorod (1911, gesloopt in 1929-1931)